# Macquaria australasica
Macquaria australasica је зракоперка из реда Perciformes и фамилије Percichthyidae. 

## Угроженост
Подаци о распрострањености ове врсте су недовољни.

## Распрострањење
Аустралија је једино познато природно станиште врсте.

## Станиште
Станиште врсте су слатководна подручја.